# George Anne Bellamy
George Anne Bellamy, född 23 april 1732 och död 1788, var en brittisk skådespelerska.
Bellamy spelade först i Dublin, sedan på Drury Lane i London, bland annat Julia i Romeo och Julia, Desdemona i Othello, Volumnia i Coriolanus och Belvidera i Venise preserved.